# توني غيريرو
توني غيريرو (بالإنجليزية: Tony Guerrero)‏ هو عازف جاز أمريكي، ولد في 20 سبتمبر 1966.

## وصلات خارجية
- الموقع الرسمي
- توني غيريرو على موقع ميوزك برينز (الإنجليزية)
- توني غيريرو على موقع ديسكوغز (الإنجليزية)